# Rainer Brinkmann (Admiral)
Rainer Maria Brinkmann (* 3. März 1958 in Warburg) ist ein Vizeadmiral außer Dienst der Deutschen Marine der Bundeswehr.

## Militärische Laufbahn
Rainer Maria Brinkmann besuchte das Gymnasium Marianum (Warburg) und trat nach dem Abitur 1976 als Wehrpflichtiger in die Bundesmarine ein. Als Offizieranwärter der Crew VII/77 begann er seine Ausbildung zum Marineoffizier. Von 1978 bis 1981 schloss sich ein Studium der Pädagogik an der Hochschule der Bundeswehr Hamburg an. Es folgten Ausbildung und Einsatz als Bootswaffenoffizier im 5. Schnellbootgeschwader in Olpenitz (1982–1985). Von 1985 bis 1987 folgte eine Verwendung als Adjutant des Befehlshabers Territorialkommando Schleswig-Holstein/Deutscher Bevollmächtigter Bereich AFNORTH, Kiel. Nach einer vertiefenden Ausbildung im Bereich Überwasserwaffen übernahm er 1988 das Kommando über S 53 „Pelikan“, wieder im 5. Schnellbootgeschwader. Von 1990 bis 1992 nahm Brinkmann am 32. Admiralstabsdienstlehrgang an der Führungsakademie der Bundeswehr in Hamburg teil.

### Stabsoffizier
Von 1992 bis 1994 diente Brinkmann als S3 und Stellvertreter des Kommandeurs im 2. Schnellbootgeschwader in Olpenitz. Von 1994 bis 1997 schloss sich eine Verwendung als Personalstabsoffizier im Bundesministerium der Verteidigung in Bonn bzw. im Personalamt der Bundeswehr in Köln an. In der nächsten Funktion war er von 1997 bis 1999 als Kommandeur des 7. Schnellbootgeschwaders in Warnemünde tätig. Dem schlossen sich Verwendungen als Dezernatsleiter im Marineamt in Rostock (1999–2001) und im Personalamt der Bundeswehr in Köln (2001–2003) an. Von 2003 bis 2006 war er als Referatsleiter im Bundesministerium der Verteidigung für die Personalführung „Admirale/Kapitäne zur See“ und von 2006 bis 2007 für „Operative Grundsatzangelegenheiten“ verantwortlich. Im Anschluss daran wurde er von 2007 bis 2008 als stellvertretender Kommandeur und Chef des Stabes der Einsatzflottille 1 in Kiel eingesetzt.

### Flaggoffizier
Von 2008 bis 2010 führte er als Kommandeur die Einsatzflottille 1 und als Direktor das Centre of Excellence for Operations in Confined and Shallow Waters in Kiel. Von Januar bis April 2009 war er Commander Task Force 150 im Rahmen der Operation Enduring Freedom 2010 wechselte er als Unterabteilungsleiter PSZ 1 in das Bundesministerium der Verteidigung in Bonn. Von 2012 bis 2014 war Brinkmann Stellvertreter des Befehlshabers des Einsatzführungskommandos der Bundeswehr. Anschließend war er von Oktober 2014 bis zu seinem Eintritt in den Ruhestand im September 2021 Stellvertreter des Inspekteurs der Marine und Befehlshaber der Flotte und Unterstützungskräfte.

## Auszeichnungen
- 1992: Ehrenmedaille General von Clausewitz
- Ehrenkreuz der Bundeswehr in Gold